# نداء السودان
قوى نداء السودان هو تحالف سياسي يضم قوى سياسية مدنية وقوى سياسية معارضة، وتأسس تحالف قوى نداء السودان في عام 2014 بالعاصمة الإثيوبية أديس أببا، وعند تأسيس التحالف كان يضم حزب الأمة بزعامة الصادق المهدي ، وقوى الإجماع الوطني، والحركة الشعبية قطاع الشمال ، وحركة العدل والمساواة حزب التواصل، وحركة جيش تحرير السودان.
أسسته قوى سياسية عسكرية ومدنية معارضة من مشارب مختلفة أبرزها حزب الأمة، يهدف إلى حل الأزمة السودانية وتشكيل حكومة مؤقتة لإدارة مهام الفترة الانتقالية.